# كنيس سيمباليستا ومركز التراث اليهودي

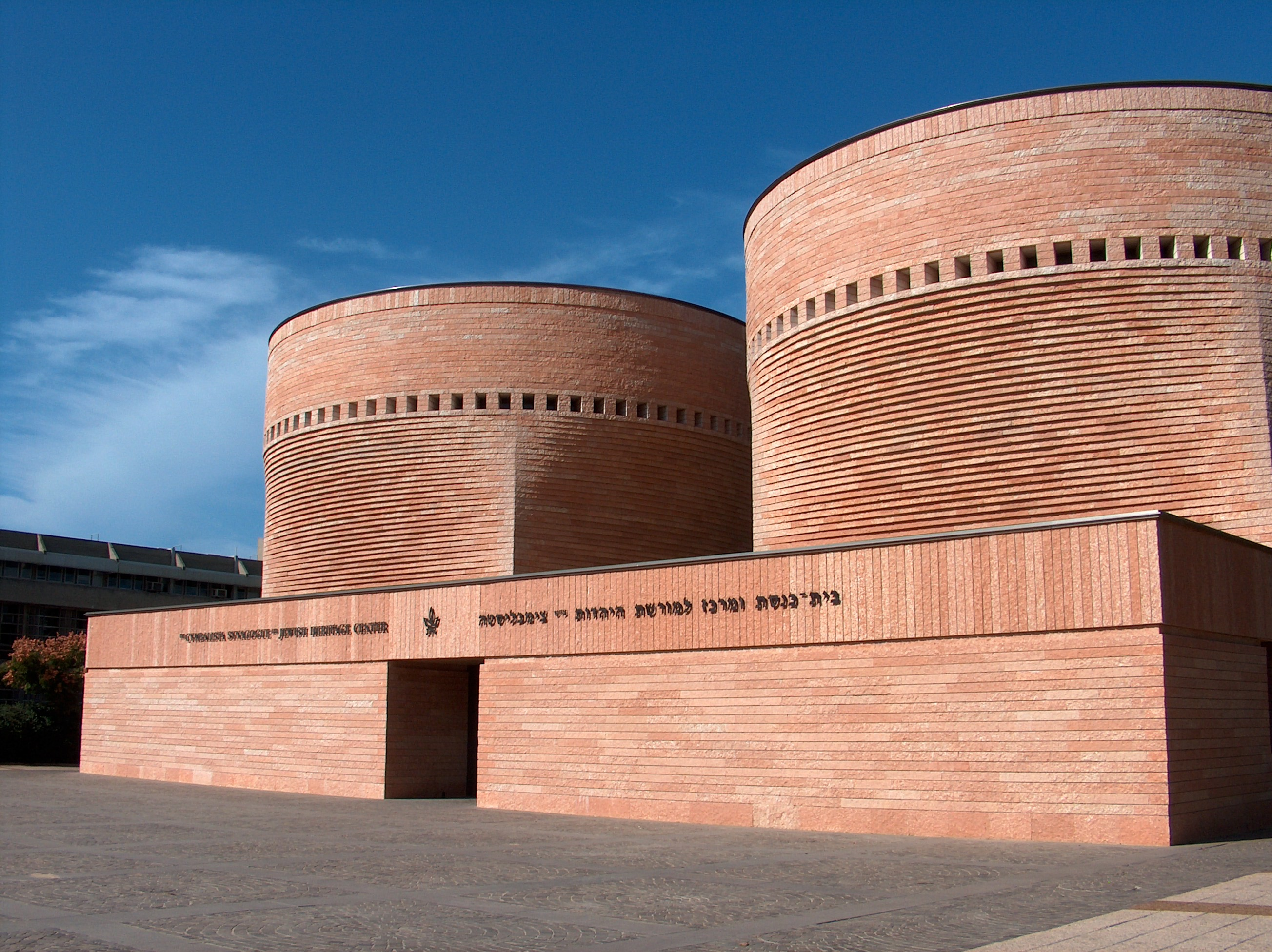
المدخل الجنوبي لكنيس سيمباليستا ومركز التراث اليهودي

كنيس سيمباليستا ومركز التراث اليهودي (العبرية: בית הכנסת והמרכז למורשת היהדות ע"ש צימבליסטה) هو مركز ثقافي ومعبد يهودي رئيسي في جامعة تل أبيب . تم تصميمه في عام 1996 من قبل المعماري ماريو بوتا وتم بناؤه في الفترة من 1997 إلى 1998. كان الرعاة والأسماء التي تحمل الاسم نفسه هم بوليت ونوربرت سيمباليستا.

## العمارة
يحتوي المخطط للمبنى على حوالي 800  م 2 . من قاعدة مستطيلة يرتفع برجان متطابقان كلاهما مربعان في المخطط ومندمجان في دوائر عند أعلى نقاطهما 13.5 م. البهو مستطيل يربط بين البرجين. الشكل المعماري الأصلي للأبراج هو تحقيق في الحجر للتربيع الهندسي للدائرة .   تم تركيب "مظلة" مربعة في كل برج في الأعلى الدائري والتي تغطي الضوء الطبيعي على جدران الأسطوانة الهجينة والحجم المستطيل. تشبه هذه التركيبات مظلة الزفاف اليهودية التقليدية،  الشوباه. 

## السياق المعماري
تم إنشاء كنيس سيمباليستا ومركز التراث اليهودي في وقت مبكر عندما قام مهندسون معماريون مشهورون بتصميم العديد من المباني البارزة في إسرائيل، وتطوير شكل من أشكال الهندسة المعمارية المعاصرة الإبداعية حول المؤسسات اليهودية.  إحدى هذه المؤسسات، المتحف اليهودي في برلين، استضاف معرضًا بعنوان "الهوية اليهودية في الهندسة المعمارية" والذي ضم كنيس سيمباليستا. كان المهندسون المعماريون الدوليون الأوائل قد صمموا المعابد اليهودية بطرقهم الحديثة المميزة: مجمع بيث شولوم (إلكينز بارك، بنسلفانيا) من تصميم فرانك لويد رايت وإعادة التصميم المقترح لكنيس هورفا من قبل لويس خان .  كان ماريو بوتا قد صمم مبنى متحف سان فرانسيسكو للفن الحديث قبل بضع سنوات ثم كاتدرائية إيفري ، ذات الشكل الأسطواني المماثل،  قبل ذلك بقليل. كان كنيس Cymbalista ومركز التراث اليهودي هو المشروع الثاني عشر والذروة في سلسلة من الأعمال الدينية لماريو بوتا والتي تم عرضها في لندن في المعهد الملكي للمهندسين المعماريين البريطانيين في معرض بعنوان Architetture del Sacro: صلوات في الحجر. 

## معرض الصور

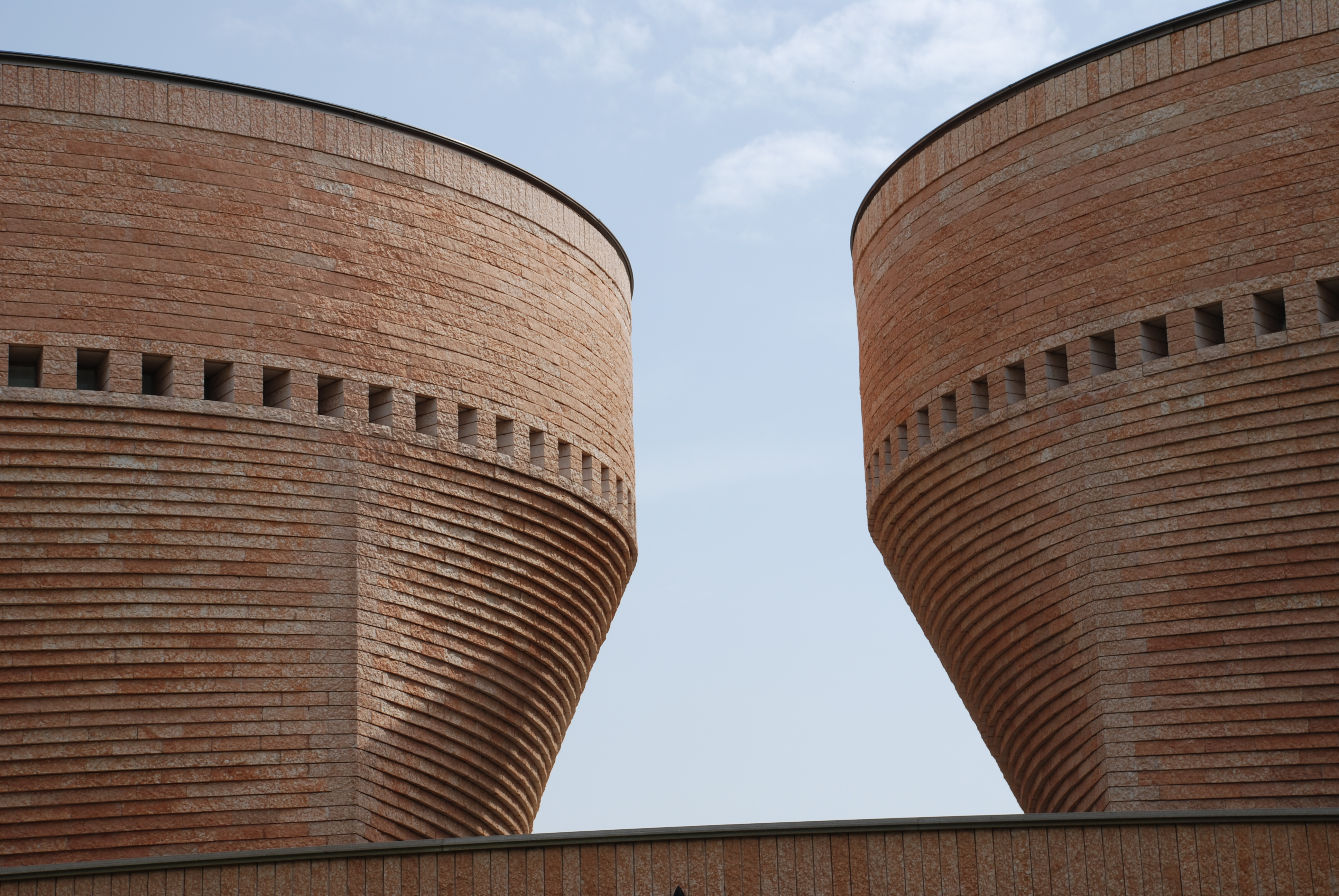
Closeup of the two towers.
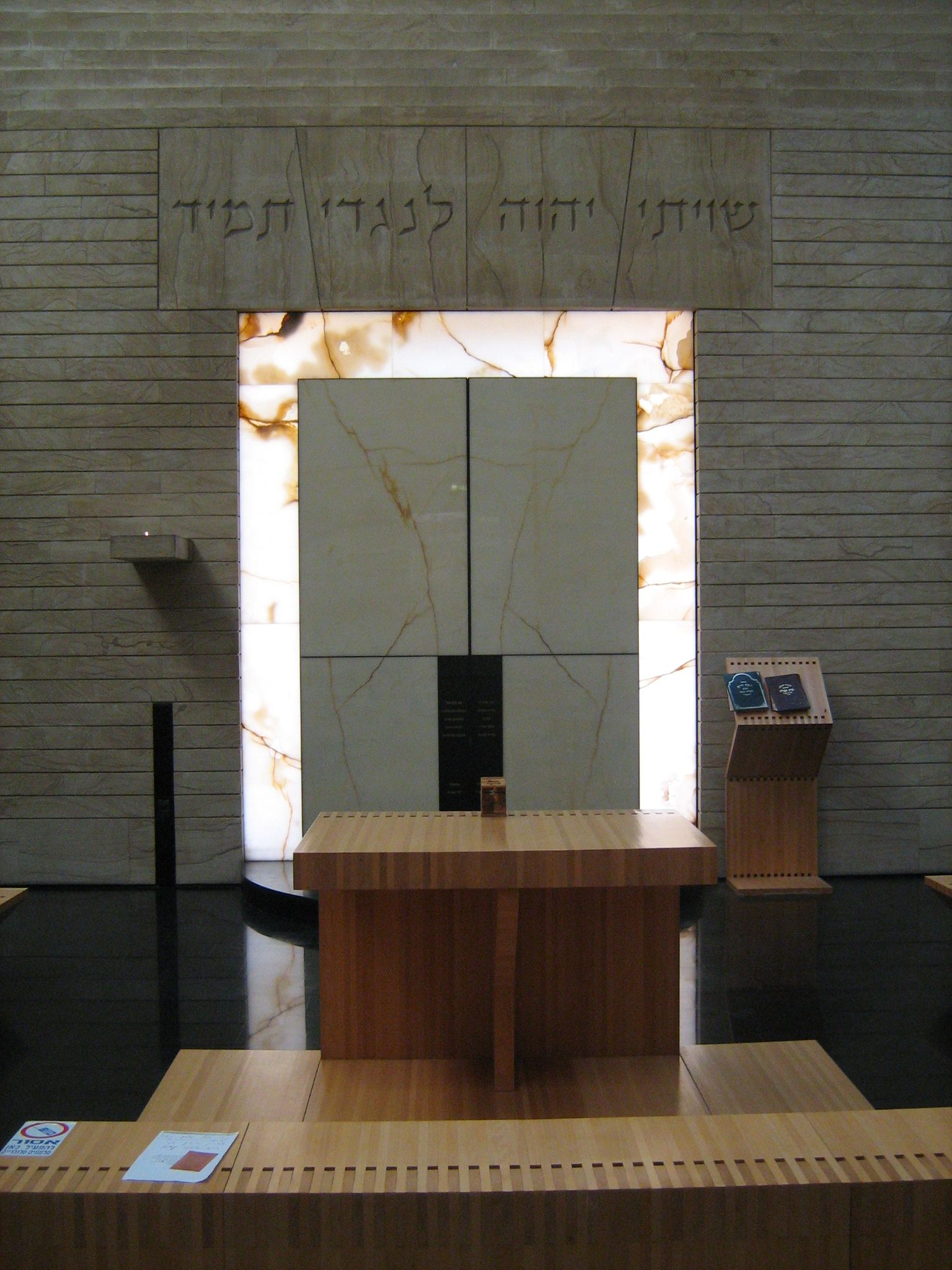
Closeup of the Torah Ark and the onyx around it.
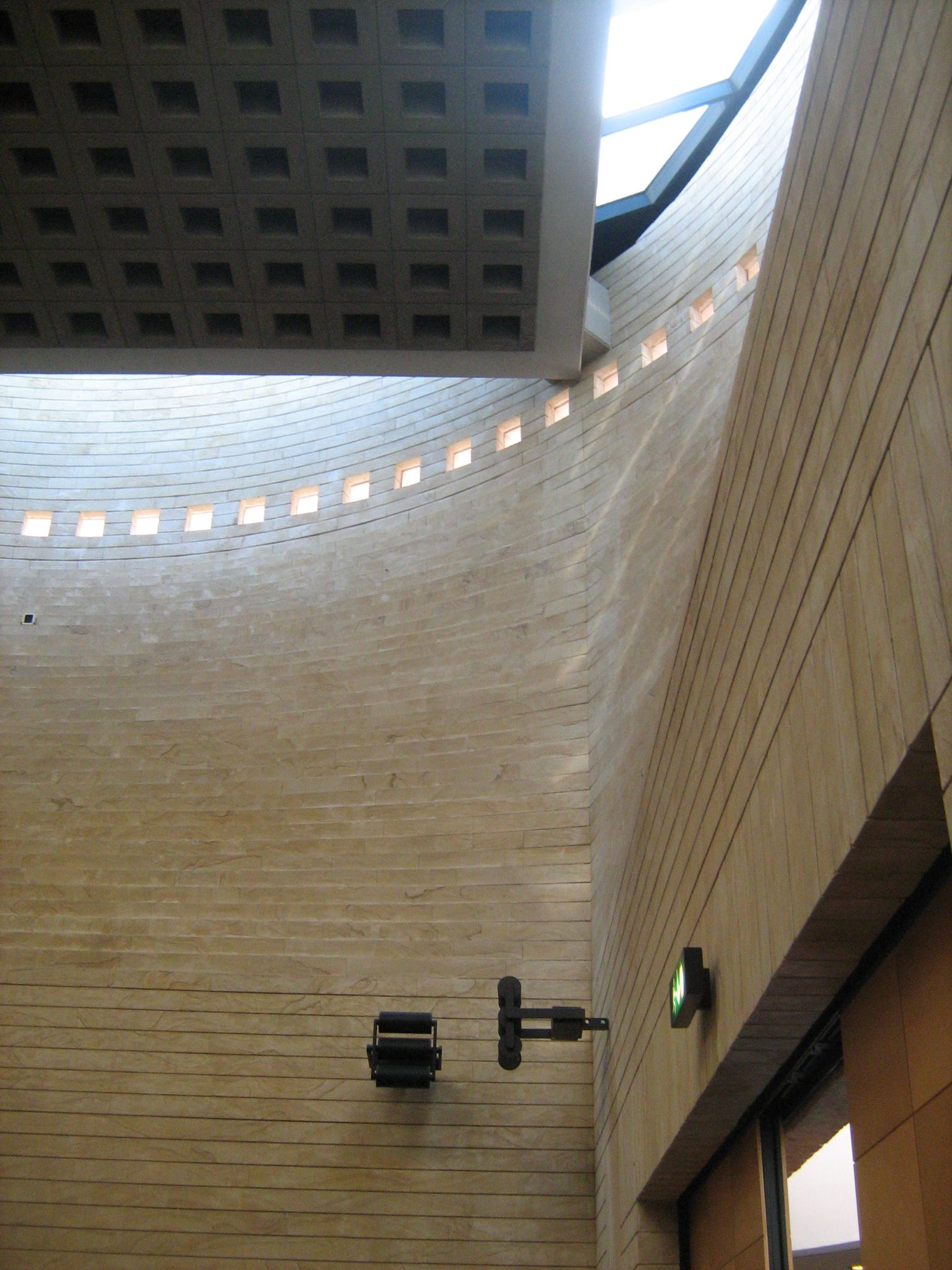
Detail of the connection of the canopy to the walls of the auditorium.
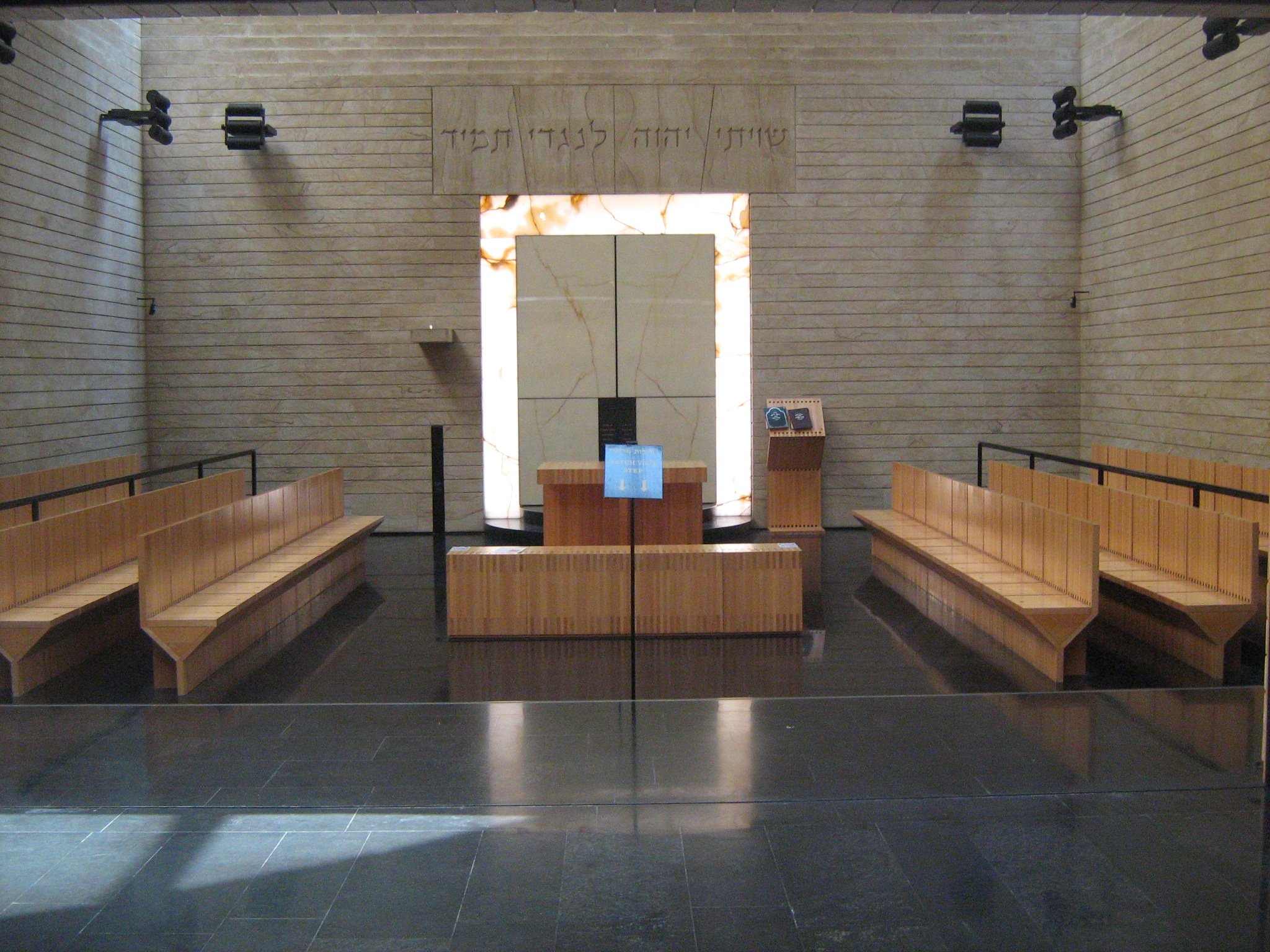
View of the auditorium of the Synagogue.

## الملاحظات
1. 1 2  مُعرِّف مشروع في موقع "أرش إنفورم" (archINFORM): 15242. مذكور في: أرش إنفورم. الوصول: 31 يوليو 2018. لغة العمل أو لغة الاسم: الألمانية.
2. ↑  مُعرِّف مشروع في موقع "أرش إنفورم" (archINFORM): 15242. مذكور في: أرش إنفورم. الوصول: 30 يوليو 2018. لغة العمل أو لغة الاسم: الألمانية.
3. ↑  Tel Aviv University, The Cymbalista Synagogue and Jewish Heritage Center, accessed 15 February 2009 نسخة محفوظة 2023-01-04 على موقع واي باك مشين.
4. ↑  Mario Botta: Architetto, The Cymbalista Synagogue and Jewish Heritage Center, Tel Aviv, Israel 1996-1998, accessed 15 February 2009 نسخة محفوظة 2022-04-13 على موقع واي باك مشين.
5. ↑  Layla Dawson, Defining Jewish identity, Architectural Review, June 2005. نسخة محفوظة 2023-10-11 على موقع واي باك مشين.
6. ↑  Psalms Chapter 16 نسخة محفوظة 2023-09-21 على موقع واي باك مشين.
7. ↑  Esther Zandberg, The Jewish shul of architecture, نسخة محفوظة 2010-11-24 على موقع واي باك مشين. Haaretz, 2004
8. ↑  Roman Hollenstein, Citadel of Faith collected in Mario Botta, The Cymbalista Synagogue and Jewish Heritage Center, Skira, 2001, p. 26
9. ↑  Dominic Bradbury, Pared-down hymns to a higher level of beauty, Telegraph, 17 November 2006 نسخة محفوظة 2021-09-17 على موقع واي باك مشين.
10. ↑  Jonathan Glancey, Spirit in the skylight, The Guardian, 19 December 2005 نسخة محفوظة 2023-03-21 على موقع واي باك مشين.

## روابط خارجية
- الموقع الرسمي
- الموقع الرسمي لبوتا